# Josef Offner
Josef Offner (* 24. August 1801 in Wolfsberg; † 22. April 1862 ebenda) war ein österreichischer Unternehmer und Politiker.

## Leben
Offner war der Sohn des Inhabers der Firma Offner zu Wolfsberg, Johann Michael Offner (1766–1831) und dessen Ehefrau Johanna geborene Paumgartner (1778–1805). Alois Offner war sein Bruder. Er war römisch-katholischer Konfession und heiratete am 31. Juli 1832 Maria Fritz (* 26. August 1806; † 3. Jänner 1886). Aus der Ehe gingen zwei Söhne hervor. 
Er besuchte die Volksschule und studierte an der Bergakademie Schemnitz / Selmecbànya / Banska Štiavnica, Slowakei. Er wurde Direktor des Eisenwerkes Waldenstein und dann Erbe des Eisenwerkes Schwemmtratten (heute Gem. Wolfsberg).
Vom 17. Juli 1848 bis zu seinem Rücktritt am 13. Oktober 1848 war er stellvertretender Abgeordneter im Provisorischen Kärntner Landtag als Stellvertreter seines Bruders. Beide Brüder legten am gleichen Tag ihr Mandat nieder. Bei der Nachwahl am 10. November 1848 wurde Franz von Rosthorn als Abgeordneter gewählt (der das Mandat wegen Doppelwahl nicht annahm) und Franz Wohlgemuth als Stellvertreter.